# Dorzjpalamyn Narmandach
Dorzjpalamyn Narmandach, född den 18 december 1975 i Darchan, Mongoliet, är en mongolisk judoutövare.
Han tog OS-brons i herrarnas extra lättvikt i samband med de olympiska judotävlingarna 1996 i Atlanta.